# Paralcis prionophora
Paralcis prionophora là một loài bướm đêm trong họ Geometridae.